# Bellusco
Bellusco (Belusch in dialetto brianzolo) è un comune italiano di 7 492 abitanti della provincia di Monza e della Brianza, situato a nord-est di Monza. Fa parte del territorio Vimercatese.

## Storia

### Simboli
Lo stemma e il gonfalone sono stati concessi con decreto del presidente della Repubblica del 4 ottobre 2001.
Gli elementi nello scudo fanno riferimento alla presenza delle vestigia di un antico castello, appartenuto un tempo alla famiglia lombarda dei da Corte, e la particolare fertilità del suolo, rappresenta questa dalla campagna verde che sostiene il castello.
Il gonfalone è un drappo partito di azzurro e di verde.

## Monumenti e luoghi d'interesse

### Castello
Voluto dal signore paesano Martino Da Corte, è stato edificato nel 1464 sul luogo di una precedente costruzione. All'ingresso, in memoria del committente recita la scritta: Laude a Dio Martin Dà Corte m'ha facto, non a offension de persona alcuna, solo a riparo de ogni suo disfacto.
Da secoli, dagli abitanti del paese, è conosciuta la leggenda del passaggio sotterraneo, che collegherebbe il castello di Bellusco a quello del vicino paese di Sulbiate. Non si sono mai rinvenute tracce del tunnel, ma non si sono neanche mai fatte ricerche approfondite in proposito; le uniche fonti che lo chiamano in causa ritengono situato il suo ingresso nell'ala nord-est del castello stesso, al di sotto di un terrazzo sorretto da muro a scarpa. Il Castello smise all'inizio dell'Ottocento di essere un bene unitario e venne smembrato in diverse proprietà, ancora oggi abitate. Ad oggi è classificato come edificio a uso rurale.
Il castello presenta una torre angolare e una torre più bassa, quest'ultima collocata in posizione più interna.

## Società

### Evoluzione demografica
- 582 nel 1751
- 576 nel 1771
- 770 nel 1805
- 1 230 nel 1809 dopo transitoria annessione di Ruginello
- 2 732 nel 1811 dopo transitoria annessione di Aicurzio, Mezzago e Sulbiate
- 1 183 nel 1853
- 1 381 nel 1859

Abitanti censiti

### Trasporti
Bellusco è servita da due linee automobilistiche gestite da NET Nord Est Trasporti :
Z321 Monza Stazione FS - Vimercate - Bellusco - Busnago - Trezzo Sull'Adda/Porto d'Adda
Z322 Cologno Nord M2 - Vimercate - Bellusco - Busnago - Trezzo Sull'Adda

### Etnie e minoranze straniere
Secondo i dati ISTAT, al 1º gennaio 2011 la popolazione straniera residente era di 520 persone, pari al 7,21% di tutti i residenti. Le nazionalità maggiormente rappresentate in base alla loro percentuale sul totale della popolazione residente erano:
| Pos. | Cittadinanza | Popolazione |
| ---- | ------------ | ----------- |
| 1    | Marocco      | 156         |
| 2    | Romania      | 95          |
| 3    | Albania      | 64          |
| 4    | Egitto       | 28          |
| 5    | Sri Lanka    | 21          |
| 5    | Ecuador      | 21          |

### Religione
Dal 1º settembre 2010 la parrocchia di Bellusco si è fusa con le parrocchie di Cavenago di Brianza, Mezzago e Ornago formando la comunità pastorale Santa Maria Maddalena.

## Cultura

### Teatro
- Teatro dell'Aleph.

### Tradizioni e folclore
Ogni anno a settembre tra le contrade del paese si disputa il Palio di Santa Giustina, dove una giuria giudica il migliore carro floreale a tema biblico. La tradizione risale al 1955. La teca con le reliquie di Santa Giustina viene esposta in chiesa e portata in processione.

## Infrastrutture e trasporti
Bellusco è servita da alcune autolinee suburbane; fra il 1890 e il 1958 era inoltre presente una stazione della tranvia Monza-Trezzo-Bergamo.

## Amministrazione
| Periodo        | Periodo        | Primo cittadino     | Partito      | Carica  | Note |
| -------------- | -------------- | ------------------- | ------------ | ------- | ---- |
| 23 aprile 1995 | 13 giugno 1999 | Gianpiera Vismara   | Lista civica | Sindaco |      |
| 13 giugno 1999 | 7 giugno 2009  | Irene Maria Colombo | Lista civica | Sindaco |      |
| 7 giugno 2009  | 26 maggio 2019 | Roberto Invernizzi  | Lista civica | Sindaco |      |
| 27 maggio 2019 | in carica      | Mauro Colombo       | Lista civica | Sindaco |      |

## Sport

### Calcio
La principale squadra di calcio della città è l'A.S.D. Bellusco 1947 che milita nel girone E lombardo di 1ª Categoria. È nata nel 1947.

### Pattinaggio
Il paese ha una fra le migliori società italiane di pattinaggio corsa in linea FISR.

### Futsal
La città possiede una squadra di calcio a 5 militante nel girone unico lombardo di serie C1.